# Jeremiah Wood
Jeremiah Wood (Akron, Ohio, 25 de enero de 1985) es un jugador de baloncesto estadounidense que forma parte de la plantilla del Olimpia Kings de la Liga Nacional de Básquetbol de Paraguay. Con 2.01 metros de altura, actúa en la posición de pívot o ala-pívot.

## Carrera deportiva

### Universidad
Wood empezó su carrera universitaria jugando para los Akron Zips de la Universidad de Akron, situada en Akron, Ohio. Los equipos de los Zips participan en las competiciones universitarias de la NCAA, en la Mid-American Conference.

### Profesional

#### Joensuun Kataja

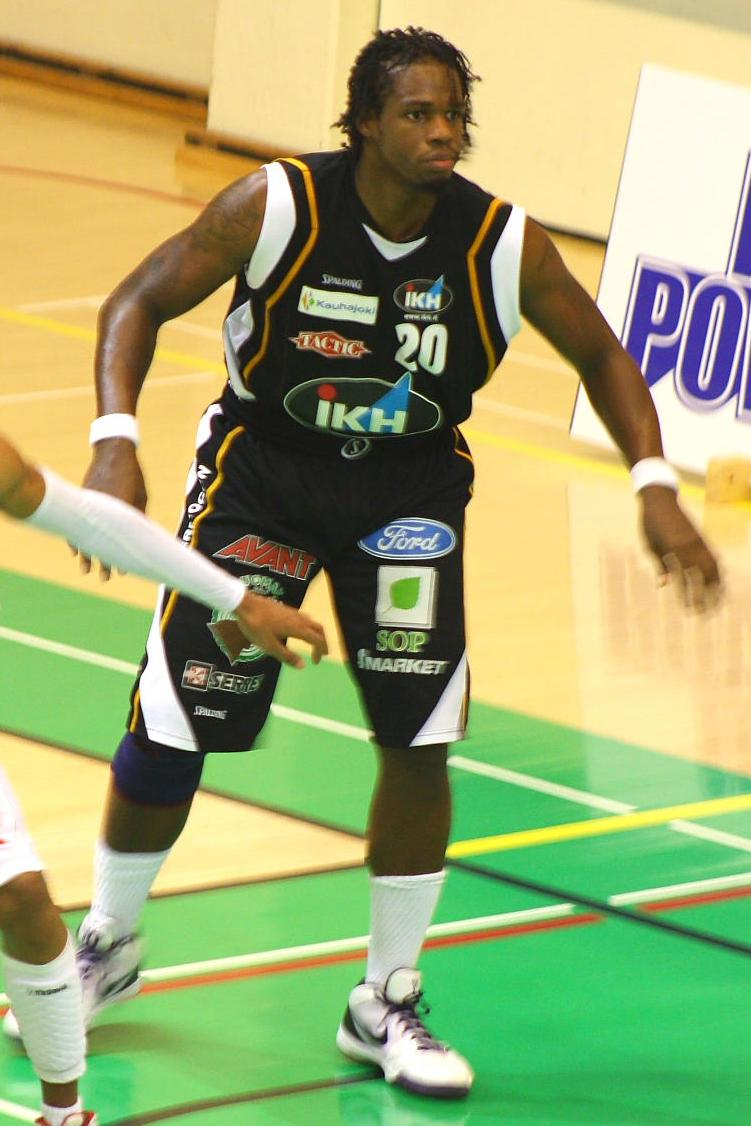
Jeremiah Wood bajo el maillot de Kauhajoen Kahru (2009-2011)

Jeremiah Wood tiene su primera experiencia como profesional en la temporada 2008 - 2009 jugando para Joensuun Kataja de la Korisliiga. Disputa 51 partidos en los que consigue promediar en 34;30 minutos 18,9 puntos, 12,5 rebotes, 2,5 asistencias y 1,9 robos. Termina la temporada regular primero y logra alcanzar la final de los playoff donde son eliminados.

#### Évreux Basket
En 2011, firma con el ALM Évreux Basket y consigue buenas prestaciones (medias de 16,4 puntos y 11 rebotes para la temporada 2011 - 2012). Consigue habitualmente doble-doble, resulta una pieza fundamental en el funcionamiento del Évreux Basket. Después de haber sido apodado "Míster Doble-Doble", BasketNews lo apoda, el 2 de noviembre de 2012, "Míster Triple-Doble". El 3 de mayo de 2013, recibe el premio del Mejor Jugador Extranjero de la Pro B. En dos años d+en ALM Évreux Basket, Jeremiah Wood realizó 37 doble-doble y 1 triple-doble.

#### Lesión
Habiendo sufrido una herida en la rodilla al finalizar la temporada 2012 - 2013, y no recibiendo de proposiciones de clubes interesantes, Jeremiah Wood decide volver a los Estados Unidos con el fin de curarse. Realiza entonces un descanso de una temporada durante la cual vuelve a la universidad de Akron para completar su carrera universitaria.

#### San Martín
Después de un año de inactividad, encuentra su regreso al  baloncesto profesional en la Liga Nacional de Básquet de Argentina al firmar con San Martín de Corrientes. Firma para disputar la Liga Nacional de Básquet 2014-15, donde realiza una gran temporada regular, lo que lo hace merecedor de integrar el Mejor quinteto de la Liga Nacional de Básquet, en los playoff llega hasta las finales de conferencia donde pierden la serie por 3 - 1 ante Quimsa.
De cara a la Liga Nacional de Básquet 2015-16 se confirma su continuidad en el equipo correntino. Nuevamente logran alcanzar la postemporada, aunque en esta ocasión son eliminados en los cuartos de final contra Libertad de Sunchales al perder la serie 3 - 2. En el torneo estuvo presente en 60 juegos, promediando 28.8 minutos en cancha y 17.6 puntos. Se convirtió en un jugador importante y cosechó un promedio 8.6 rebotes por partido y el 65% de tiros de cancha en la temporada.
De cara a la Liga Nacional de Básquet 2016-17 se confirma su continuidad en el equipo correntino, donde promedió 14.3 puntos, 7.7 rebotes, 2.4 asistencias y 26.5 minutos en 55 partidos.
De cara a la Liga Nacional de Básquet 2017-18 se confirma su continuidad en el equipo correntino.
[actualizar]
En mayo de 2023 firma por Deportivo San José de Paraguay.

## Logros y reconocimientos

### Campeonatos nacionales
- Actualizado hasta el 09 de mayo de 2018.

| Título                        | Club                          | País      | Año         |
| ----------------------------- | ----------------------------- | --------- | ----------- |
| Subampeón de la Korisliiga    | Joensuun Kataja               | Finlandia | 2008 - 2009 |
| Campeón del Torneo Súper 2017 | Club San Martín de Corrientes | Argentina | 2017        |

### Campeonatos internacionales
- Actualizado hasta el 09 de mayo de 2018.

| Título                      | Club       | País      | Año  |
| --------------------------- | ---------- | --------- | ---- |
| Subampeón Sudamericana 2015 | San Martín | Argentina | 2015 |

### Individuales
- Actualizado hasta el 09 de mayo de 2018.

| Título                                        | Club            | País      | Año  |
| --------------------------------------------- | --------------- | --------- | ---- |
| Mejor quinteto de la Korisliiga               | Joensuun Kataja | Finlandia | 2009 |
| Mejor quinteto de la Korisliiga               | Kauhajoen Karhu | Finlandia | 2010 |
| MVP de la Korisliiga                          | Kauhajoen Karhu | Finlandia | 2010 |
| MVP extranjero de la Pro B                    | Évreux Basket   | Francia   | 2013 |
| Mejor quinteto de la Pro B                    | Évreux Basket   | Francia   | 2013 |
| Mejor quinteto de la Liga Nacional de Básquet | San Martín      | Argentina | 2015 |